# جیامپائولو مازا
جیامپائولو مازا (انگلیسی: Giampaolo Mazza؛ زادهٔ ۲۶ فوریهٔ ۱۹۵۶) بازیکن فوتبال، و سرمربی (فوتبال) اهل سان مارینو است.
از باشگاه‌هایی که در آن بازی کرده‌است می‌توان به اشاره کرد.